# Vaccinium crenatifolium
Vaccinium crenatifolium är en ljungväxtart som beskrevs av Herman Otto Sleumer. Vaccinium crenatifolium ingår i Blåbärssläktet, och familjen ljungväxter. Inga underarter finns listade i Catalogue of Life.